# 許莊公
許莊公(？─？)，姜姓，《春秋分記》載名茀或苴人，許文公之子，為春秋諸侯國許國第11任君主（據楊善群《春秋左傳注》），在位期間為前731年─前712年（據郁賢皓《新譯左傳讀本》）。前712年秋七月，鄭國攻入許國，許莊公奔衛，後不知所終。

连环画《伐子都》中的许庄公（右）画像